# 稲荷村
稲荷村（いなりむら）は茨城県東茨城郡にかつて存在した村である。

## 地理
- 現在の水戸市の東部に位置する。
- 那珂川の河口付近に位置し、村域のほとんどは平地である。

## 歴史
村名は大字大串（大串村、現在の水戸市大串町）にある稲荷神社に由来する。

### 村域の変遷
- 1889年（明治22年）4月1日 - 町村制施行により、六反田村、栗崎村、東前村、大串村、島田村が合併し東茨城郡稲荷村が発足。
- 1955年（昭和30年）3月31日 - 下大野村・大場村との合併により常澄村が発足。同日稲荷村廃止。
- 1965年（昭和40年） - 旧村域の一部（栗崎の一部）が水戸市に編入。
- 1967年（昭和42年） - 旧村域の一部（六反田の一部）が水戸市に編入。
- 1992年（平成4年）3月3日 - 常澄村が水戸市に編入され消滅。

変遷表
| 1868年 以前 | 1868年 以前   | 明治22年 4月1日 | 昭和30年 3月31日 | 昭和40年      | 昭和42年 | 平成4年 3月3日 | 現在   |
| ----------- | ------------- | --------------- | ---------------- | ------------- | -------- | -------------- | ------ |
|             | 六反田村      | 稲荷村          | 常澄村           | 水戸市 に編入 | 水戸市   | 水戸市         | 水戸市 |
|             | 六反田村      | 稲荷村          | 常澄村           | 常澄村        | 常澄村   | 水戸市 に編入  | 水戸市 |
|             | 東前村        | 稲荷村          | 常澄村           | 常澄村        | 常澄村   | 水戸市 に編入  | 水戸市 |
|             | 大串村        | 稲荷村          | 常澄村           | 常澄村        | 常澄村   | 水戸市 に編入  | 水戸市 |
|             | 島田村        | 稲荷村          | 常澄村           | 常澄村        | 常澄村   | 水戸市 に編入  | 水戸市 |
|             | 栗崎村        | 稲荷村          | 常澄村           | 常澄村        | 常澄村   | 水戸市 に編入  | 水戸市 |
|             | 水戸市 に編入 | 稲荷村          | 常澄村           | 常澄村        | 水戸市   |                | 水戸市 |

## 大字
- 六反田（ろくたんだ）
- 栗崎（くりさき）
- 東前（とうまえ）
- 大串（おおくし）
- 島田（しまだ）

## 人口・世帯

### 人口
総数 [単位： 人]
| 1891年（明治24年） | 2,622 |
| 1920年（大正 9年） | 2,834 |
| 1935年（昭和10年） | 3,044 |
| 1950年（昭和25年） | 3,274 |

### 世帯
総数 [単位： 世帯]
| 1920年（大正 9年） | 588 |
| 1935年（昭和10年） | 556 |
| 1950年（昭和25年） | 661 |

## 交通

### 鉄道
- 茨城交通
  - 水浜線（1966年6月1日に廃止）
    - 六反田駅 - 栗崎駅 - 東前駅 - 大串駅 - 稲荷小下駅